# International Institute for the Sociology of Law
Das International Institute for the Sociology of Law (IISL) in Oñati im spanischen Baskenland ist das einzige internationale Institut für Rechtssoziologie.
Das IISL ist eine gemeinsame Gründung des Research Committee on Sociology of Law (der International Sociological Association) und der baskischen Regierung. Es wurde 1989 in den Räumen der 1901 geschlossenen Universität von Oñati eröffnet. Der erste Direktor des IISL, André-Jean Arnaud, ließ an den Wänden des Renaissance-Gebäudes Bronzetafeln mit den Namen einiger der Gründungsväter und Vorläufer der modernen Rechtssoziologie anbringen: Montesquieu, Henry Sumner Maine, Francisco Giner de los Ríos, Achille Loria, Henri Lévy-Bruhl, Émile Durkheim, Max Weber, Leon Petrażycki, Eugen Ehrlich, Karl Renner, Karl N. Llewellyn, Theodor Geiger, Georges Gurvitch, Nicholas S. Timasheff.
Das Institut beherbergt die wohl weltbeste Bibliothek/Dokumentation rechtssoziologischer Literatur. Es organisiert Workshops zu den unterschiedlichsten sozio-juristischen Themen sowie ein internationales Master’s Programm zur Rechtssoziologie. Die aus den Workshops hervorgehenden Publikationen werden im Rahmen einer englischsprachigen bzw. spanischsprachigen Serie veröffentlicht. Seit 2011 ist eine Serie von Online-Publikationen hinzugekommen (Oñati Socio-Legal Series).